# Turdus maximus
Turdus maximus (ранее классифицировался как подвид T. merula maximus) — вид певчих птиц из семейства дроздовых. Распространён от западного Пакистана и Индии до Бутана,Непала и юго-восточных районов Тибета.

## Внешний вид и образ жизни
Turdus maximus — крупный дрозд, выделяющийся своими размерами из вида T. merula, куда его традиционно включали как подвид. Длина тела от 23 до 28 см. Длина крыла достигает от 14,4 до 16,7 см, на три-четыре сантиметра больше, чем у T. merula azorensis. T. maximus отличается также цветом оперения и манерой пения. Самцы Turdus maximus буро-чёрные, с чёрной головой, грудью, крыльями и хвостом. Клюв неяркого рыжевато-жёлтого цвета. Вокруг глаз отсутствуют жёлтые круги, характерные для чёрного дрозда.
Брачный период продолжается с начала мая до конца июля, в общей сложности около 2,5 месяцев, что короче, чем у дроздов, обитающих в менее гористой местности. Почти три четверти попыток строительства гнезда приходятся на период с середины мая до середины июня. Делается одна кладка в год. В кладке 2—4 яйца, более крупных, чем у равнинных видов, высиживание продолжается меньше времени (12—13 дней), но птенцы остаются в гнезде больше времени (до 18 дней). В целом меньший размер кладки (и, как результат, большее внимание, уделяемое каждому птенцу), бо́льшая масса яиц и более долгий период выкармливания обеспечивают более высокий процент выживания птенцов, что важно в суровом горном климате.
Всеядный вид. В рацион Turdus maximus входят дождевые черви, моллюски, насекомые (в том числе гусеницы) и плоды, а также небольшие ящерицы.

## Ареал и среда обитания
Turdus maximus распространён от западного Пакистана и Индии до Бутана,Непала и юго-восточных районов Тибета. Обитает в условиях высокогорья. Исследование, посвящённое особенностям гнездования этих птиц, показало, что их гнёзда в тибетском округе Лхаса строятся на высотах от 3,8 до 4,5 км. В большинстве случаев гнёзда строятся на деревьях и кустах, чаще всего на кизильнике мелколистном, но примерно 20 % гнёзд крепится прямо к отвесным скалам.